# Julian Bergheim
Julian Bergheim (* 1979) ist ein deutscher Medienkünstler.

## Leben
Nach einigen Semestern Philosophie studierte er Neue Medien an der Hochschule der Bildenden Künste Saar bei Ulrike Rosenbach und Tamás Waliczky, wo er 2007 als Meisterschüler abschloss. 2009 hatte er einen Stipendiumsaufenthalt in der Akademie der Künste in Berlin. 2010 war er Gewinner des Realisierungswettbewerbs operare 10 der Zeitgenössischen Oper Berlin als Medienkünstler des multimedialen Opernprojekts GRID.

## Werk
In seinen Arbeiten verwendet Bergheim Objekte, Video und Text, welche als interaktive Rauminstallation angelegt sind.

## Gruppenausstellungen (Auswahl)
- 2007: The Kingdom, Ausstellung am Eurobahnhof Saarbrücken
- 2008: Galerie FLU, Belgrad
- 2008: Gastspiele, Domagkateliers, München
- 2008: TERZ, Saarländisches Künstlerhaus
- 2010: Application, Kulturfoyer Saarbrücken
- 2010: Junge Akademie 2010, Akademie der Künste, Berlin
- 2010: Caochangdi Galerie, Peking

## Auszeichnungen
- 2009: Förderstipendium der Stadt Saarbrücken für Nachwuchskünstler
- 2010: operare 10, für das Opernprojekt GRID